# Scythropus
Scythropus är ett släkte av skalbaggar. Scythropus ingår i familjen vivlar.

## Dottertaxa tillScythropus, i alfabetisk ordning[1]
- Scythropus aegenus
- Scythropus albidus
- Scythropus argenteolus
- Scythropus auriceps
- Scythropus balearicus
- Scythropus breviceps
- Scythropus californicus
- Scythropus cedri
- Scythropus cinereus
- Scythropus confusus
- Scythropus crassicornis
- Scythropus croesus
- Scythropus cupreoides
- Scythropus delicatulus
- Scythropus dentipes
- Scythropus desbrochersi
- Scythropus distinctus
- Scythropus dohrni
- Scythropus elegans
- Scythropus eusomoides
- Scythropus ferrugineus
- Scythropus glabratus
- Scythropus grandiceps
- Scythropus henoni
- Scythropus ibericus
- Scythropus inermis
- Scythropus isshikii
- Scythropus japonicus
- Scythropus javeti
- Scythropus kocheri
- Scythropus lateralis
- Scythropus laticeps
- Scythropus lethierryi
- Scythropus logesi
- Scythropus longus
- Scythropus lopezi
- Scythropus lostiai
- Scythropus metallicus
- Scythropus miscix
- Scythropus mustela
- Scythropus nodicollis
- Scythropus oberthuri
- Scythropus ornatus
- Scythropus oxycedri
- Scythropus phoeniceus
- Scythropus pineti
- Scythropus raffrayi
- Scythropus rubrivittis
- Scythropus scutellaris
- Scythropus sefrensis
- Scythropus similis
- Scythropus simulator
- Scythropus socius
- Scythropus squamosus
- Scythropus squamulatus
- Scythropus squamulosus
- Scythropus unicolor
- Scythropus variabilis
- Scythropus warioni
- Scythropus vidali
- Scythropus villosulus
- Scythropus villosus